# Список керівників держав 1110 року
Список керівників держав 1109 року — 1110 рік — Список керівників держав 1111 року — Список керівників держав за роками

## Азія

### Західна Азія
- Аббасидський халіфат — халіф Аль-Мустазір Біллах (1094—1118)
- Анатолійські бейлики —
  - Артукіди — емір Рукн ад-Даула Дауд ібн Сокмен (Хісн Кайф) (1109—1144); Іль-Газі I (Мардин) (1107—1122)
  - Данішмендиди — емір Газі Гюмюштекін (1104—1134)
  - Іналогуллари — Ібрагім, емір (1098—1110)
  - Менгджуки (Менгучегіди) — бей Ісхак (1090—1120)
  - Салтукіди — емір Алі (1102—1124)
  - Шах-Арменіди  — бей Сукман I ал-Кутбі (1100—1112)
- Антіохійське князівство — Боемунд I (князь Антіохії) (1098—1111)
- Едеське графство — Балдуїн II, граф (1100—1118)
- Єрусалимське королівство — ** Балдуїн I, король (1100—1118)
- Конійський султанат — султан Малік-шах I (1107—1116)

Ємен —
- Зураїди — Зурай, амір (1084—1110)
- Наджахіди — амір Мансур бін Фатік (1109—1124)
- Сулайхіди — емір Арва бінт Ахмад (1086—1138)
- Хамданіди — Абдаллах бін Хатім, султан (1109—1111)

Кавказ
- Вірменія:
  - Шеддадіди (Анійський емірат) — емір Манучехр ібн Шапур I (1072—1118)
  - Кілікійське царство — князь Торос I (1100/1102/1103 — 1129)
  - Сюнікське царство — цар Григор II Сенекеримян (1096—1166)
  - Ташир-Дзорагетське царство — цар Давид II (1089—1118); Аббас I (1089—1118)
- Грузія — цар Давид IV Будівельник (1089—1125)
- Держава Ширваншахів — ширваншах Афрідун I (1106—1120)

### Центральна Азія
- Газнійська держава (Афганістан) — султан Масуд III (1099—1115)
- Гуріди — малік Ізз уд-Дін Хусайн (1100—1146)
- Персія
  - Баванді (Табаристан) — іспахбад Шахрияр IV (1074—1114)

- Середня Азія
  - Держава Хорезмшахів — Кутб ад-Дін Мухаммед I, хорезмшах (1097—1127)
  - Східно-Караханідське ханство — хан Ахмед Арслан-хан (1103—1130)
  - Західно-Караханідське ханство — хан Мухаммед-тегін (1102—1129)
- Сельджуцька імперія — великий султан Мухаммад (1105—1118)
  - Султанат Алеппо — Радван, султан (1095—1113)
  - Дамаський емірат — емір Тугтегін (1104—1128)
  - Керманський султанат — султан Арслан-шах I (1101—1142)
- Західна Ся — імператор Чунцзун (Лі Ґаньчунь) (1086—1139)

### Південна Азія
- Індія
  - Східні Ганги — Анантаварман Чодагнга, царь (1078—1147)
  - Західні Чалук'я — магараджа Трібхуванамалла Вікрамадітья VI (1077—1127)
  - Держава Хойсалів — перманаді Боттіга Вашнувардхана (1108—1152)
  - Династія Сена — раджа Віджая Сена (1096—1159)
  - Імперія Пала — магараджа Рамапала (1077—1130)
  - Калачурі — Ясахкарна, раджа (1072—1125)
  - Качарі — цар Корпоордхвай (бл. 1070 — бл. 1100);Гірідхар (бл. 1100 — бл. 1125)
  - Кашмір — цар Уккала (1101—1111)
  - Орісса — магараджа Карнедева (1090—1110)
  - Парамара (Малава) — магараджа Наравармандева (1094—1134)
  - Соланка — раджа Джаясімха Сіддхараджа (1093—1143)
  - Чандела — раджа Саллакшанаварман (1100—1117)
  - Чола — магараджа Раджендра Кулоттунга I (1070—1120)
  - Ядави (Сеунадеша) — магараджа Сінгхана I (1105—1145)
- Шрі-Ланка
  - Полоннарува — Війябаху I, цар (1056—1110); Джайябаху I (1110—1111)

### Південно-Східна Азія
- Кхмерська імперія — імператор Нріпатіндраварман (1080—1113)
- Дайков'єт — імператор Лі Нян Тонг (1072—1127)
- Далі (держава) — король Дуань Юй (1108—1147)
- Паган — король Кванзітта (1084—1112/1113)
- Чампа — Джайя Індраварман II, князь (1080—1081, 1086—1114)
- Індонезія
  - Сунда — магараджа Ланглангбхумі (1064—1154)

### Східна Азія
- Ляо — імператор Тяньцзо-ді (1101—1125)
- Японія — Імператор Тоба (1107—1123)
- Китай (Імперія Сун) — імператор Хуей-цзун (Чжао Цзі) (1100—1125)
- Корея
  - Корьо — ван Йеджон (1105—1122)

## Африка
- Альморавіди — імам Алі ібн Юсуф (1106—1143)
- Аксум (Ефіопія) — імператор Кедус Гарбе (1079—1119)
- Гана — Сулейман, цар (1090—1100); Банну Бубу (1100—1120)
- Зіріди — емір Йахья Абу Тахір ібн Тамім (1108—1116)
- Імперія Гао — дья Фададьо (бл. 1090 — бл. 1120)
- Кілва — аль-Хассан ібн Давуд, султан (1106—1129)
- Мукурра — цар Василій (бл. 1089 — бл. 1130)
- Фатімідський халіфат — халіф Аль-Амір Біахкаміллах (1101—1130)
- Канем — маї Дунама II (1098—1150)
- Нрі — Намоке, езе (1090—1158)
- Хаммадіди — султан Абд аль-Азіз ібн Мансур (1104—1121)

## Європа

### Британські острови
- Шотландія — король Олександр I Лютий (1107—1124)
- Англія — король Генріх I (1100—1135)
- Уельс:
  - Гвінед — король Гріфід ап Кінан (1081—1137)
  - Королівство Повіс — король Іорвет ап Бледін (1075—1103, 1110—1111); Кадуган ап Бледін (1075—1113); Маредід ап Бледін (1075—1102, 1116—1132)

### Північна Європа
- Данія — король Нільс (1104—1134)
- Ірландія — верховний король Муйрхертах Уа Бріайн (1101—1119)
  - Айлех — король Домналл Уа Лохлайнн (1083—1121)
  - Дублін — король Домнал мак Муйрхертах Ва Бріайн, король (1094—1102, 1103—1118)
  - Коннахт — король Тойрделбах Уа Конхобайр (1106—1156)
  - Лейнстер — король Доннхад IV (1098—1115)
  - Міде — король Мурхад мак Домнайлл Уа Маел Сехлайнн (1106—1127, 1130—1143)
  - Мунстер — король Муйрхертах Уа Бріайн (1086—1114, 1115—1116, 1118—1119)
  - Ольстер — король Доннхад мак Дуйнн Слейбе (1108—1113)
- Норвегія — король Ейстейн I Магнуссон (1103—1123); Сігурд I Хрестоносець (1103—1130); Олаф Магнуссон (1103—1115)
- Швеція — король Філіп (1105—1118)

### Франція
король Франції Людовик VI Товстий (1108—1137)
- Аквітанія — герцог Гільйом IX Трубадур (1086—1126)
- Ангулем — граф Гільйом V (1087—1120)
- Анжу — граф Фульк V (1109—1129)
- Бретань — герцог Ален IV Фержан (1084—1112)
- Бургундське герцогство — герцог Гуго II Тихий (1103—1143)
- Бургундське графство — пфальцграф Гільйом II (1097—1125)
- Вермандуа — граф Рауль I (1102—1152)
- Макон — граф Гільйом II Бургундський (1097—1125); Рено III (1102—1148)
- Мен — граф Елі I (1093—1110)
- Невер — граф Гільйом II (1097—1148)
- Нормандія — герцог Генріх I Англійський (1106—1135)
- Овернь — граф Гільйом VI (бл. 1096—1136)
- Руссільйон — граф Жирар I (1102—1113)
- Тулуза — граф Бертран (1105—1112)
- Шалон — граф Ґі I (1079—1113)
- Фландрія — граф Роберт II (1093—1111)

### Священна Римська імперія
Генріх V (імператор Священної Римської імперії) (1106—1111)
- Баварія — герцог Вельф II (1101—1120)
- Саксонія — герцог Лотар (1106—1137)
- Швабія — герцог Фрідріх II (1105—1147)

- Австрійська (Східна) марка — маркграф Леопольд III Святий (1095—1136)
- Каринтія — герцог Генріх III (1090—1122)
- Лувен — граф Готфрід I (1095—1139)
- Лужицька (Саксонська Східна) марка — маркграф Генріх II (1103—1123)
- Маркграфство Монферрат — маркграф Гульєрмо IV (1084—1111)
- Мейсенська марка — маркграф Генріх II (1103—1123)
- Північна марка — маркграф Рудольф I фон Штаде (1106—1112)
- Сполето — Вернер II, герцог (1093—1119)
- Тосканська марка — Матильда Тосканська, маркграфиня (1076—1115)
- Богемія (Чехія) — Владислав I, князь (1109—1117, 1120—1125); князь Борживой II (1100—1107, 1117—1120)
  - Брненське князівство — князь Ольдржих, князь (1092—1097, 1101—1113)
  - Зноймо (князівство) — Літольд, князь (1092—1097, 1101—1112)
  - Оломоуцьке князівство — князь Ота II Чорний (1091—1110, 1113—1126)

- Штирія (Карантанська марка) — маркграф Отакар II (1082—1122)
- Рейнский Пфальц — пфальцграф Зігфрід I (1095—1113)
- Верхня Лотарингія — герцог Тьєррі II Хоробрий (1070—1115)
- Ено (Геннегау) — граф Бодуен III (1098—1120)
- Намюр (графство) — граф Жоффруа I (1102—1139)
- Люксембург — граф Вільгельм I (1096—1131)

- Голландія — граф Флоріс II Товстий (1091—1121)

- Прованське графство — графиня Герберга (бл. 1093—1112)
- Прованський маркізат — Бертран Тулузький, маркіз (1105—1112)

- Савоя — граф Амадей III (1103—1148)

### ЦентральнатаСхідна Європа
- Польща — князь Болеслав III Кривоустий (1102—1138)
  - Померанія — князь Вартислав I (1106—1135)
- Рашка (Сербія) — князь Вукан (1083—1112)
  - Дукля (князівство) — Владимир, жупан (1103—1113)
- Угорщина — король Коломан I Книжник (1095—1116)
- Київська Русь — великий князь Святополк Ізяславич (1093—1113)
  - Волинське князівство — князь Ярослав Святополчич (1100—1118)
  - Звенигородське князівство — князь Ростислав Володаревич (1092—1124)
  - Муромське князівство — князь Ярослав Святославич (1097—1123, 1127—1129)
  - Новгородське князівство — князь Мстислав Великий (1088—1094, 1095—1117)
  - Переяславське князівство — князь Володимир Всеволодович Мономах (1094—1113)
  - Полоцьке князівство — Давид Всеславич, князь (1101—1127, 1128—1129); Борис (Рогволод) Всеславич (1101—1128)
    - Вітебське князівство — Святослав Всеславич, князь (1101—1129)
    - Лукомське князівство — Ростислав Всеславич, князь (1101—1129)
    - Мінське князівство — Гліб Всеславич, князь (1101—1119)

  - Теребовлянське князівство — Василько Ростиславич, князь (1085—1124)
  - Чернігівське князівство — князь Давид Святославич (1097—1123)

### Іспанія,Португалія
- Ампуріас — граф Уго II (бл. 1078 — бл. 1116)
- Барселона — граф Рамон Беренгер III Великий (1097—1131)
- Безалу — граф Бернардо III (1100—1111)
- Кастилія і Леон — королева Уракка (1109—1126)
- Наварра (Памплона) — король Альфонсо I Войовник (1104—1134)
- Пальярс Верхній — граф Артау (Артальдо) II, граф (1082 — бл. 1124)
- Пальярс Нижній — граф Пере Рамон I (бл. 1098 — бл. 1112); Арно Рамон I (бл. 1098 — бл. 1112)
- Уржель — граф Ерменгол VI (1102—1154)
- Сарагоса (тайфа) — Ахмад II ал-Мустаїн, емір (1085—1100); Імад ад-даула Абд ал-Малік (1100—1119)

- Португалія — Генріх Бургундський, граф (1093—1112)

### Італія
- Аверса — граф Роберт I (1105/1106 — 1120)
- Апулія і Калабрія — герцог Рожер I Борса (1085—1111)

- Венеційська республіка — дож Орделаффо Фальєр (1102—1117)
- Капуя — князь Роберт I (1105/1106 — 1120)
- Неаполітанський дукат — герцог Іоанн VI (1107 — бл. 1123)
- Папська держава — Пасхалій II, папа римський (1099—1118)

- Сицилія — великий граф Рожер II (1105—1130)

### Візантійська імперія
- Візантійська імперія — імператор Олексій I Комнін (1081—1118)

| Історія | Це незавершена стаття з історії. Ви можете допомогти проєкту, виправивши або дописавши її. |